# ستانتون فوربس
ستانتون فوربس (بالإنجليزية: Stanton Forbes)‏ (10 يوليو 1923، كانساس سيتي في الولايات المتحدة)؛ روائية أمريكية. درست في جامعة شيكاغو.

## روابط خارجية
- ستانتون فوربس على موقع IMDb (الإنجليزية)